# فلم ونس
فيلم ونس هو فيلم روائي قصير من تأليف وإخراج أحمد نادر وبطولة عبد الرحمن أبو زهرة ورجاء حسين ومن إنتاج نهال القوصي ومحمد عبد اللطيف . حصل الفيلم على جائزة التانيت البرونزي لأحسن فيلم قصير في أيام قرطاج السينمائية في دروته ال28.

## قصة الفيلم
محمود ونبيلة زوجان في الثمانين من عمرهم، يعيشان بمفردهما في بيت هادئ، محمود أصبح غير قادر على مشاركة زوجته نبيلة تفاصيل حياتهم اليومية .. تشعر نبيلة بالوحدة وتبحث عن ونس.

## بطولة
عبد الرحمن أبو زهرة
رجاء حسين

## طاقم العمل

### تأليف
أحمد نادر

### تصوير
وائل يوسف

### إنتاج
نهال القوصي
محمد عبد اللطيف

### مدير إنتاج
مدحت لبيب

### مونتاج
أحمد نادر

### ميكساج
ماركو عاطف

### إخراج
أحمد نادر

## مهرجانات وجوائز
حصل الفيلم على جائزة التانيت البرونزي لأحسن فيلم قصير في أيام قرطاج السينمائية في دروته ال28
جائزة معهد العالم العربي للفيلم القصير في مهرجان السينما العربية في باريس 2018 
حصل الفيلم على تنويه خاص من لجنة التحكيم بمهرجان الأقصر للسينما الأفريقية في دورته ال7 
شارك الفيلم في المسابقة الرسمية للأفلام القصيرة في الدورة ال 10 لمهرجان مسقط السينمائي الدولي 
فاز الفيلم بجائرة الجمهور في الدورة 4 لمهرجان مصر دوت بكرة 2018 
فاز الفيلم بجائزة المتلقي الصغير «هيباتيا البرونزية» في الدورة 4 لمهرجان الإسكندرية للافلام القصيرة 2018 
فاز الفيلم بجائزة أفضل إخراج في الدورة 5 لمهرجان سينما الشباب والأفلام القصيرة 2018 
شارك الفيلم في المسابقة الرسمية للأفلام القصيرة في الدورة 13 لمهرجان جينيف لأفلام الشرق 2018 
شارك في المسابقة الرسمية للأفلام القصيرة في الدورة 5 لمهرجان طرابلس للأفلام 2018 
شارك في المسابقة الرسمية للأفلام القصيرة في الدورة 29 لمهرجان الفيلم العربي بفاماك 2018 
شارك في المسابقة الرسمية في الدورة 2 لمهرجان البترون لأفلام دول البحر المتوسط 2018 
شارك في المسابقة الرسمية للأفلام القصيرة في الدورة 22 للمهرجان القومي للسينما المصرية 2018 
شارك في الدورة 13 لمهرجان السينما الأفريقية لوزان بسويسرا 2018 
شارك في الدورة 16 لملتقى بجاية للأفلام بالجزائر 2018 
شارك في الدورة 5 لمهرجان مشاريقي للسينما الأفريقية 2019 
فاز بجائزة الجمهور في الدورة 2 لمهرجان القاهرة للفيلم المصري القصير رؤى 2019 
حصل على شهادة تقدير من مهرجان كازان الدولي للسينما الإسلامية بتتارستان 2019 
شارك في مهرجان لاجو السينمائي الدولي بإيطاليا 2019 

## وصلات خارجية
- ونس على موقع قاعدة بيانات الأفلام على الإنترنت
- ونس على موقع السينما.كوم